# Oberwaltersdorf
Oberwaltersdorf är en köpingskommun i distriktet Baden i det österrikiska förbundslandet Niederösterreich. Kommunen har 5 184 invånare (2024).
Det har på platsen påträffats keramiska fynd från mellanpaleolitikum.